# Nelson Dalzell
Pour les articles homonymes, voir Dalzell.

a Compétitions nationales et continentales officielles uniquement.

b Matchs officiels uniquement.
George Nelson Dalzell, né le 26 avril 1921 à Rotherham (Nouvelle-Zélande) et mort le 30 avril 1989 à Christchurch (Nouvelle-Zélande), est un joueur international néo-zélandais de rugby à XV qui jouait avec Canterbury. Il évolue au poste de deuxième ligne.
Il est le grand-père maternel de George, Adam, Sam et Luke Whitelock.

## Biographie

### Carrière sportive
Nelson Dalzell dispute son premier test match avec l'équipe de Nouvelle-Zélande le 19 décembre 1953, à l'occasion d'un match contre le pays de Galles. Il dispute son dernier test match contre la France 0 à 3 le 27 février 1954.
En 1953-1954 il est sélectionné à cinq reprises avec les All Blacks, qui font une tournée en Europe et en Amérique du Nord. Il est même désigné capitaine de la tournée. Il perd avec les All Blacks contre le pays de Galles sur le score de 8 à 13. Il participe ensuite à la victoire contre l'Irlande 14 à 3 puis à celle sur l'Angleterre 5 à 0 et enfin l'Écosse 3 à 0. Il perd contre la France 0 à 3 le 27 février 1954,.

### Famille
Nelson Dalzell est le grand-père maternel de George, Adam, Sam et Luke Whitelock, tous joueurs professionnels de rugby à XV et joueurs de Canterbury. George, Sam et Luke sont internationaux néo-zélandais comme leur grand-père.
Son beau-frère, Allan Elsom, est également un international All Black et ils jouent ensemble dans cette équipe,.

## Statistiques en équipe nationale
- 5 sélections avec l'équipe de Nouvelle-Zélande dont 5 comme capitaine.
- 1 essai, 3 points.
- Nombre total de matchs avec les All Blacks :  22.
- Sélections par année : 1 en 1953, 4 en 1954.